# Lampertheim
Lampertheim je občina v departmaju Bas-Rhin francoske regije Alzacija. Leta 1990 je v občini živelo 2 619 oseb oz. 398 oseb/km².